# Mentiras y gordas
Mentiras y gordas es una película española dirigida por Alfonso Albacete y David Menkes, estrenada en España el 27 de marzo de 2009.  El reparto incluyó a actores provenientes de series de gran éxito, entre los que se encontraban Mario Casas, Yon González, Ana María Polvorosa, Ana de Armas, Hugo Silva, Maxi Iglesias y Alejo Sauras. Rodada en Ciudad de la Luz, provincia de Alicante, fue la octava película española más taquillera de 2009, aunque tuvo una recepción muy mala por parte de la crítica. La banda sonora incluye una canción de Fangoria, «La verdad».

## Sinopsis
Se trata de una película coral que narra las relaciones de un grupo de chicos preparándose para lo que va a ser el verano de su vida, inmersos en un ambiente de discotecas y fiestas, cuyas vidas se entrecruzan en una vorágine de secretos, mentiras, ligues, confusión, sexo, alcohol y drogas, con un desenlace fatal. La mayoría no son conscientes de que, una vez emprendido ese viaje iniciático, no hay marcha atrás y de que las mentiras, al crecer, pueden tener consecuencias nefastas. El trasfondo es la ciudad de Alicante, a orillas del Mediterráneo, donde transcurre toda la historia.

## Taquilla
La película tuvo un gran éxito en taquilla. Debutó como número uno en España al conseguir 1,79 millones de euros y atraer más de 300 000 espectadores, con lo que logró ser la película más vista del fin de semana del 27 al 29 de marzo en los cines españoles. En su fin de semana de estreno también logró situarse en el Top 20 de las películas con más recaudación fuera de Estados Unidos, al situarse 16.ª con 2 286 319 $.
El 28 de diciembre de 2010, el Ministerio de Cultura dirigido por Ángeles González-Sinde —guionista además de la propia película— le concedió un millón de euros en concepto de «amortización de películas cinematográficas de largometraje» de acuerdo con la legislación vigente en el momento sobre subvenciones en el sector cinematográfico. Esta subvención se repartió entre las distintas productoras del largometraje: Agrupación de Cine 001 (990 000 euros), Castatiore Film (5000 euros) y Tornasol Films (5000 euros).

## Críticas
Mentiras y gordas ha sido relacionada con la película de 1995 Historias del Kronen, de la cual se ha considerado «una puesta al día» o una «(mala) suerte de 'Historias del Kronen'» La película tuvo reseñas muy negativas de la crítica especializada. El crítico Carlos Boyero valoró negativamente a Mentiras y gordas, tachando su guion como «bochornoso». Jordi Costa, de El País, definió a la película como «una mirada coral y enfebrecida a las transacciones químico-venéreas de una juventud en caída libre», a la vez que aseguró que la película era un intento fallido de Trainspotting que terminó transformándose en algo más parecido a la novela Groovy. También en El País la describen como «un bodrio» destinado a un público «con la sensibilidad cinematográfica labrada a golpe de zapping». Antonio Weinrichter, en el periódico ABC, situó la película «entre la crónica petarda y una forma de realismo», a la vez que hizo referencia a la falta de interés que despiertan los personajes de Mentiras y gordas. Variety destaca el excesivo número de personajes, la falta de guion y los abundantes desnudos. Una de las pocas reseñas benévolas con la película, de la revista Fotogramas, señaló que se trata de una «incursión sorprendentemente madura y agria» en el mundo de la juerga y la juventud. Enrique Pérez Romero, en Miradas de Cine, advierte de los prejuicios que porta el espectador antes de ver la película, a la vez que valora que Mentiras y gordas «se trata de un producto comercial diseñado hábilmente para un público específico», destacando el final de la película, «de resonancias apocalípticas». Define además a la película como «un filme generacional».
Uno de sus dos directores, David Menkes, afirmó de la película:

«Nuestra pretensión era hacer una comedia, pero hay algo más que eso: una película que habla de las relaciones, de la soledad, de la búsqueda del amor.»
David Menkes

Alfonso Albacete, el otro director, añadió:

«[Mentiras y gordas] habla de personas, de sentimientos, de cómo nos mentimos a nosotros mismos y de cómo mentimos a los demás.»
Alfonso Albacete

Mario Casas, uno de los protagonistas de la película —en la que interpreta a Tony, un joven enamorado de su mejor amigo— respondiendo a si la juventud retratada en la película se corresponde con la de la realidad, señaló: «No todo el mundo es así, pero creo que la noche es así. Yo lo he visto».

## Reparto
| Actor/Actriz                | Personaje               |
| --------------------------- | ----------------------- |
| Mario Casas                 | Tony                    |
| Ana de Armas                | Carola                  |
| Yon González                | Nico                    |
| Hugo Silva                  | Carlos                  |
| Ana Polvorosa               | Marina                  |
| Alejo Sauras                | Bubu                    |
| Marieta Orozco              | Sonia                   |
| Miriam Giovanelli           | Paz                     |
| Duna Jové                   | Leo                     |
| Maxi Iglesias               | Pablo                   |
| Esmeralda Moya              | Nuria                   |
| Asier Etxeandia             | Cristo                  |
| Marta Fochs                 | Marta                   |
| María Maroto                | Elina                   |
| Elena de Frutos             | Carmen                  |
| Marilyn Torres              | Koldo                   |
| Clara Pradas                | Rosa                    |
| Xacobe Sanz                 | Arturo                  |
| Córdova Gómez               | Gay Blackroom           |
| Gustavo Pastor              | Gogo Pastillero         |
| Juan Belmonte               | Apóstol Cristo          |
| Natalia Sánchez             | Chica Dealer            |
| Sandra Martínez             | Chica del Jamon de York |
| Esteban Gómez               | Macarra                 |
| Lily Montiel                | Apóstol Cristo          |
| Lucas Salles                | Apóstol Cristo          |
| Guille Lynch                | Apóstol Cristo          |
| Verónica Fernández          | Apóstol Cristo          |
| Dounya Reda                 | Apóstol Cristo          |
| Yannik de Roover Meyer      | Apóstol Cristo          |
| Lisa Bohagenar              | Apóstol Cristo          |
| Rakel Mazón                 | Apóstol Cristo          |
| Bruno Bigatti               | Apóstol Cristo          |
| Israel Fernandez Fernandez  | Apóstol Cristo          |
| Bárbara Perez               | Bailarina               |
| Beatriz García              | Bailarina               |
| Ana Portes                  | Bailarina               |
| Jessica Aguilar             | Bailarina               |
| Lucía Román                 | Bailarina               |
| Saray Fuentes               | Bailarina               |
| María José Pérez            | Bailarina               |
| Sandra Fernández            | Bailarina               |
| Sergio Checa                | Bailarina               |
| Javier Barbero              | Bailarina               |
| Iván Gonzalo                | Bailarina               |
| Pablo Parrado               | Bailarina               |
| Alberto Rivas               | Bailarina               |
| Alberto Córdoba             | Bailarina               |
| Jorge Vidal                 | Bailarina               |
| Francisco Sanguino Oliva    | Padre de Nico           |
| Roberto Martinez Lledo      | Amigo Padre Nico        |
| PlayCacao                   | Extra                   |
| Carlos Serrano              | Daniel                  |
| David M. Antón              | Chico en discoteca      |
| Juan Carlos Martínez Antuña | Macarra                 |